# جيوفري كولينز (لاعب كريكت)
جيوفري كولينز (10 يونيو 1918 ببرايتون في المملكة المتحدة - 25 سبتمبر 2008 في المملكة المتحدة) (بالإنجليزية: Geoffrey Collins)‏ هو لاعب كريكت بريطاني وبريطاني (وحمل سابقاً جنسية المملكة المتحدة لبريطانيا العظمى وأيرلندا). لعب مع نادي مقاطعة ساسكس للكركيت ‏.

## وصلات خارجية
- جيوفري كولينز (لاعب كريكت) على موقع إي آس بي آن كريك إنفو (الإنجليزية)